# 上海合作组织特权与豁免公约
上海合作组织特权与豁免公约，是2004年上海合作组织制订的公约。公约订于乌兹别克斯坦塔什干，于2007年10月4日生效，保存人是上海合作组织秘书处。

## 内容
公约对上海合作组织的特权和豁免，官员、专家、成员国代表和常驻代表的特权和豁免作了规定。